# John Samuel Peters

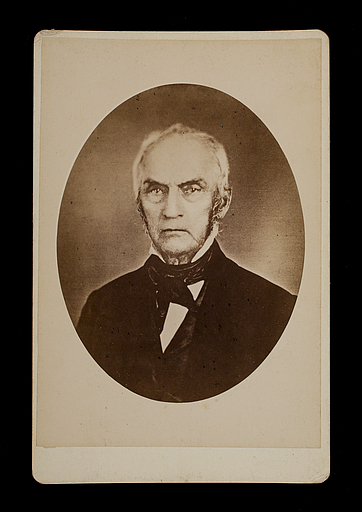
John Samuel Peters

John Samuel Peters, född 21 september 1772, död 30 mars 1858, var en amerikansk politiker och guvernör i Connecticut.

## Tidigt liv och karriär
John Samuel Peters föddes i Hebron, Connecticut 1772. Han studerade medicin och arbetade sedan som läkare i Hebron. Han valdes in i Connecticuts representanthus 1810 och valdes även dit 1816 och 1817. Han tjänstgjorde i Connecticuts delstatssenat från 1818 till 1823. Han blev viceguvernör 1827 under guvernören Gideon Tomlinson.

## Guvernör
När Gideon Tomlinson avgick som guvernör den 2 mars 1831 för att bli amerikansk senator, blev John Samuel Peters guvernör i Connecticut. Medan Gideon Tomlinson representerade Demokrat-Republikanerna, gick John Samuel Peters till val för Nationalrepublikanerna, en minoritetsgrupp inom det förra partiet som sedermera kom att bilda Whigpartiet.
Peters nominerades och valdes till guvernör på eget mandat senare i mars 1831 och valdes om till en andra mandatperiod 1832. Under hans tid som guvernör fattades beslut om att tillåta de första järnvägsbyggena i Connecticut och privat företagsamhet gynnades. Han slutade som guvernör den 1 maj 1833, sedan han hade misslyckats med att bli omvald. Han efterträddes av Demokraten Henry W. Edwards.
Peters avled den 30 mars 1858.